# Отто Ауст
Отто Ауст (швед. Otto Aust, 25 липня 1892 — 12 жовтня 1943) — шведський яхтсмен.
Бронзовий призер Олімпійських Ігор 1912 року в класі 6 метрів.